# Premio Gran Maestro Damon Knight Memorial
El premio Gran Maestro Damon Knight Memorial (llamado premio Gran Maestro Nébula hasta el año 2001) es otorgado por la Asociación de escritores de ciencia ficción y fantasía de Estados Unidos (SFWA) a aquellos escritores vivos de ciencia ficción y fantasía que hayan destacado por su fructífera carrera en alguno o en ambos géneros literarios. El Gran Maestro es la máxima distinción que un escritor de ciencia ficción o fantasía puede recibir, y sólo treinta y ocho autores lo han conseguido desde su primera edición en 1974. No todos los años se concede un premio de estas características, solamente cuando la SWFA decide que alguien es merecedor del mismo.
Desde el año 2002 el galardón ha pasado a denominarse Gran Maestro Damon Knight Memorial en honor del fundador de la SFWA Damon Knight.

## Premiados
La selecta lista de galardonados hasta este momento la componen:
| - 1975 — Robert A. Heinlein (1907-1988) - 1976 — Jack Williamson (1908-2006) - 1977 — Clifford D. Simak (1904-1988) - 1979 — L. Sprague de Camp (1907-2000) - 1981 — Fritz Leiber (1910-1992) - 1984 — Andre Norton (1912-2005) - 1986 — Arthur C. Clarke (1917-2008) - 1987 — Isaac Asimov (1920-1992) - 1988 — Alfred Bester (1913-1987) - 1989 — Ray Bradbury (1920-2012) - 1991 — Lester del Rey (1915-1993) - 1993 — Frederik Pohl (1919-2013) - 1995 — Damon Knight (1922-2002) | - 1996 — A. E. van Vogt (1912-2000) - 1997 — Jack Vance (1916-2013) - 1998 — Poul Anderson (1926-2001) - 1999 — Hal Clement (1922-2003) - 2000 — Brian W. Aldiss (1925-2017) - 2001 — Philip José Farmer (1918-2009) - 2003 — Ursula K. Le Guin (1929-2018) - 2004 — Robert Silverberg (1935-) - 2005 — Anne McCaffrey (1926-2011) - 2006 — Harlan Ellison (1934-2018) - 2007 — James E. Gunn (1923-2020) - 2008 — Michael Moorcock (1939-) - 2009 — Harry Harrison (1925-2012) | - 2010 — Joe Haldeman (1943-) - 2012 — Connie Willis (1945-) - 2013 — Gene Wolfe (1931-2019) - 2014 — Samuel R. Delany (1942-) - 2015 — Larry Niven (1938-) - 2016 — C. J. Cherryh (1942-) - 2017 — Jane Yolen (1939-) - 2018 — Peter S. Beagle (1939-) - 2019 — William Gibson (1948-) - 2020 — Lois McMaster Bujold (1949-) - 2021 — Nalo Hopkinson (1960-) - 2022 — Mercedes Lackey (1950-) |

Notas:
1. ↑  Se indica el año de la ceremonia de entrega del premio, aunque el título real de cada premio individual se refiere al año anterior.
2. ↑  Entregado postumamente.